# Lucine Amara
Lucine Amara, de son vrai nom Lucine Tockqui Armaganian, née à Hartford le 1er mars 1925 et morte le 6 septembre 2024, est une soprano américaine d'origine arménienne.

## Biographie
Elle étudie d'abord le violon avec Stella Eisner-Eyn, et chante dans le chœur du San Francisco Opera à partir de 1945. Elle commence à se produire en concert en 1947, tout en poursuivant sa formation à l'université de Californie du Sud.
Elle débute au Metropolitan Opera de New York en 1950, dans la Voix Céleste de Don Carlos. Elle y chante d'abord de petits rôles, puis à partir de 1952 les premiers rôles, le plus souvent Leonora, Aida, Desdémone, Donna Elvira, Nedda, Mimì, Tosca, Madame Butterfly, Antonia, Micaela, Tatyana, Ellen Ford, aux côtés des plus grandes vedettes de l'époque, Richard Tucker, Robert Merrill, Franco Corelli, Cesare Siepi, Nicolai Gedda, etc.
Elle parait aussi dans plusieurs théâtres lyriques aux États-Unis, et à l'étranger se produit à Rome (1954), Stockholm (1955), Glyndebourne (1957-58), Vienne (1960), et entreprend une importante tournée en Russie (1965) et en Chine (1983).
Artiste polyvalente et fine musicienne, Amara se retire de la scène en 1991 après plus de 40 ans de carrière. Elle a laissé quelques enregistrements notables, tel La Bohème, où elle chante Musetta aux côtés de Victoria de los Ángeles, Jussi Björling et Robert Merrill, sous la direction de Thomas Beecham (EMI, 1956), Il Pagliacci aux côtés de Franco Corelli et Tito Gobbi (1960) ainsi que Elsa dans Lohengrin, avec Sándor Kónya, dirigé par Erich Leinsdorf (RCA, 1965).